# Trolltjärnen (Bjurholms socken, Ångermanland, 710140-167367)
Trolltjärnen är en sjö i Bjurholms kommun i Ångermanland och ingår i Hörnåns huvudavrinningsområde.